# Vintage (Automarke)

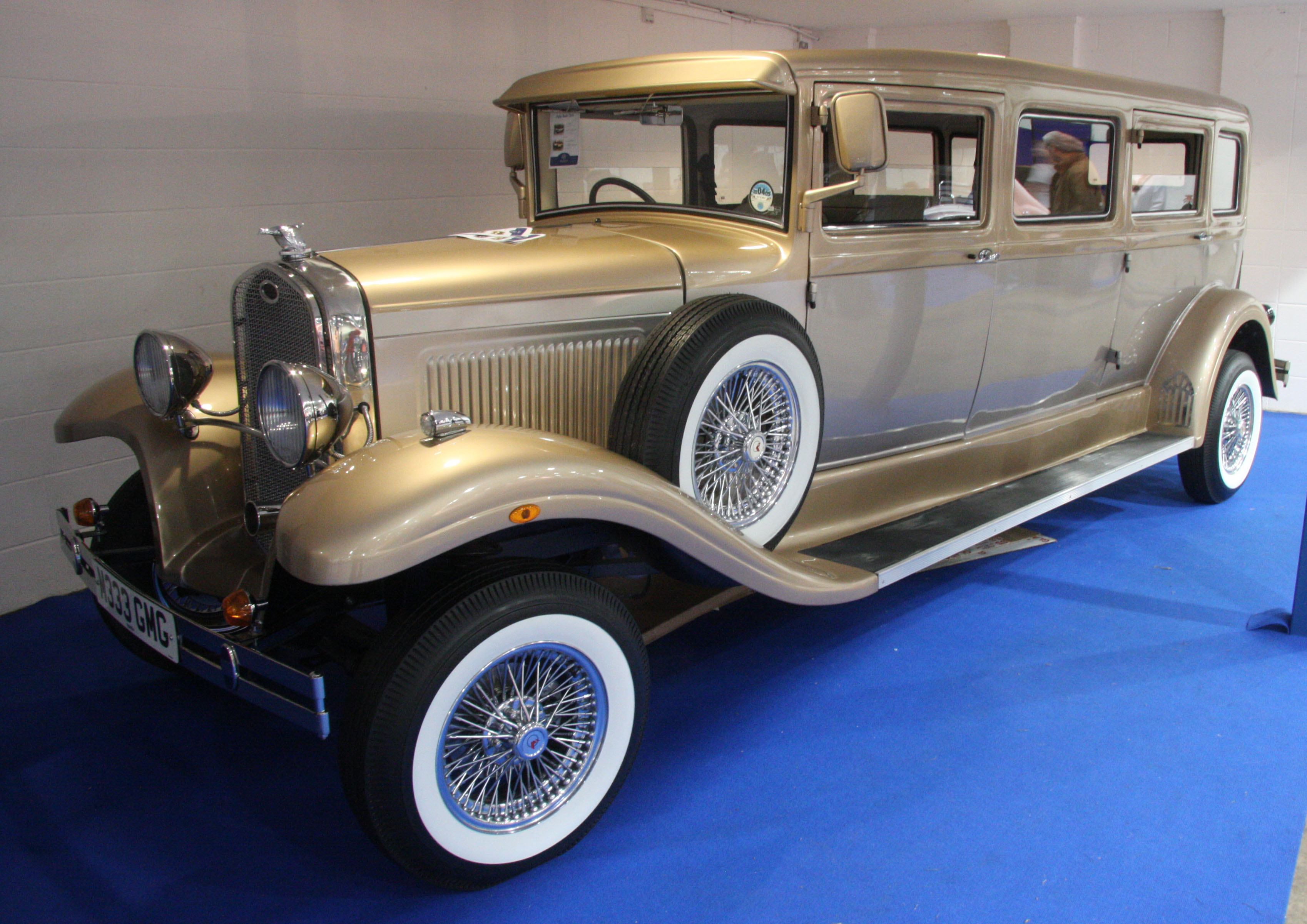
Vintage Bramwith von Bramwith Motor Company

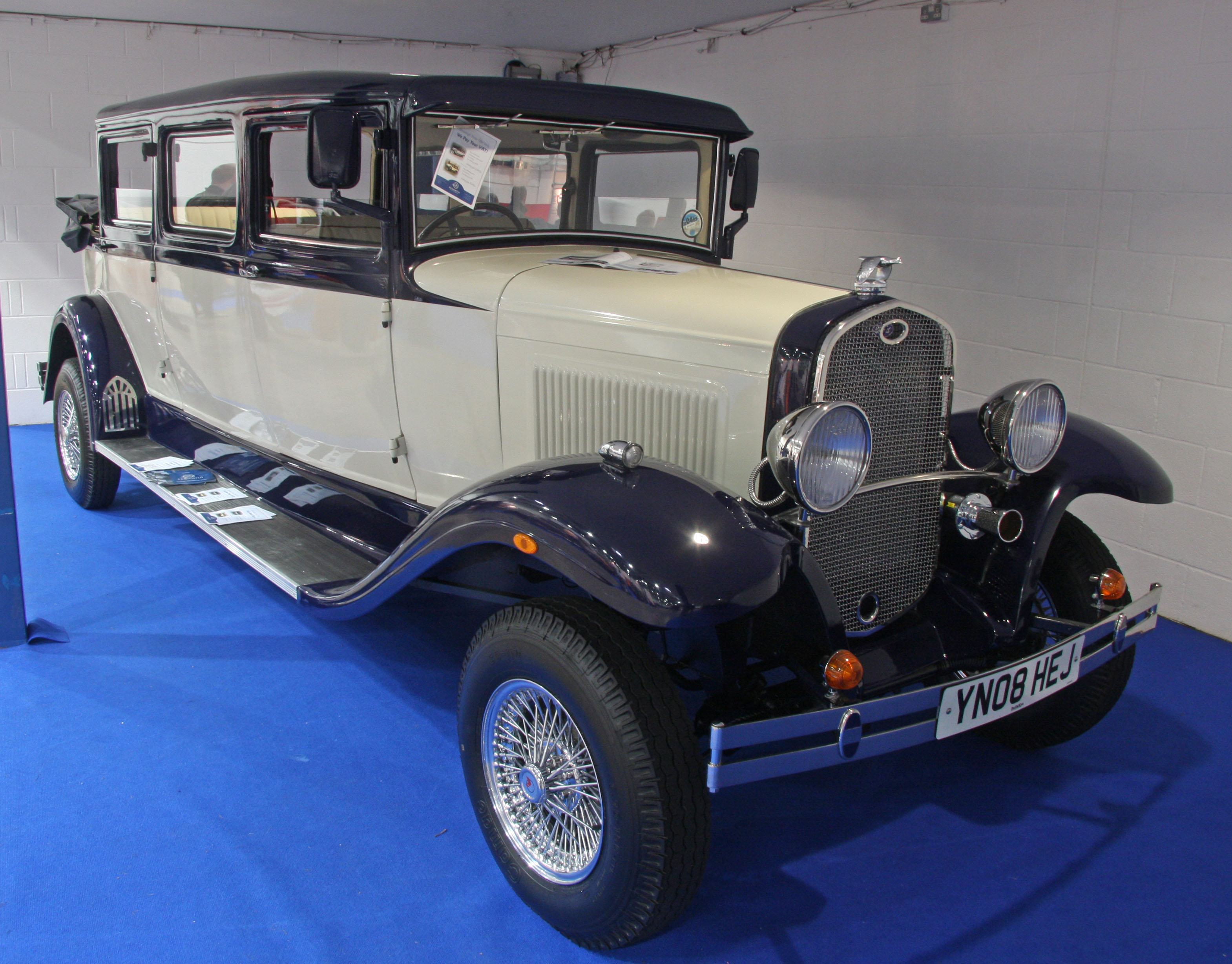
Vintage Badsworth Landaulet von Bramwith

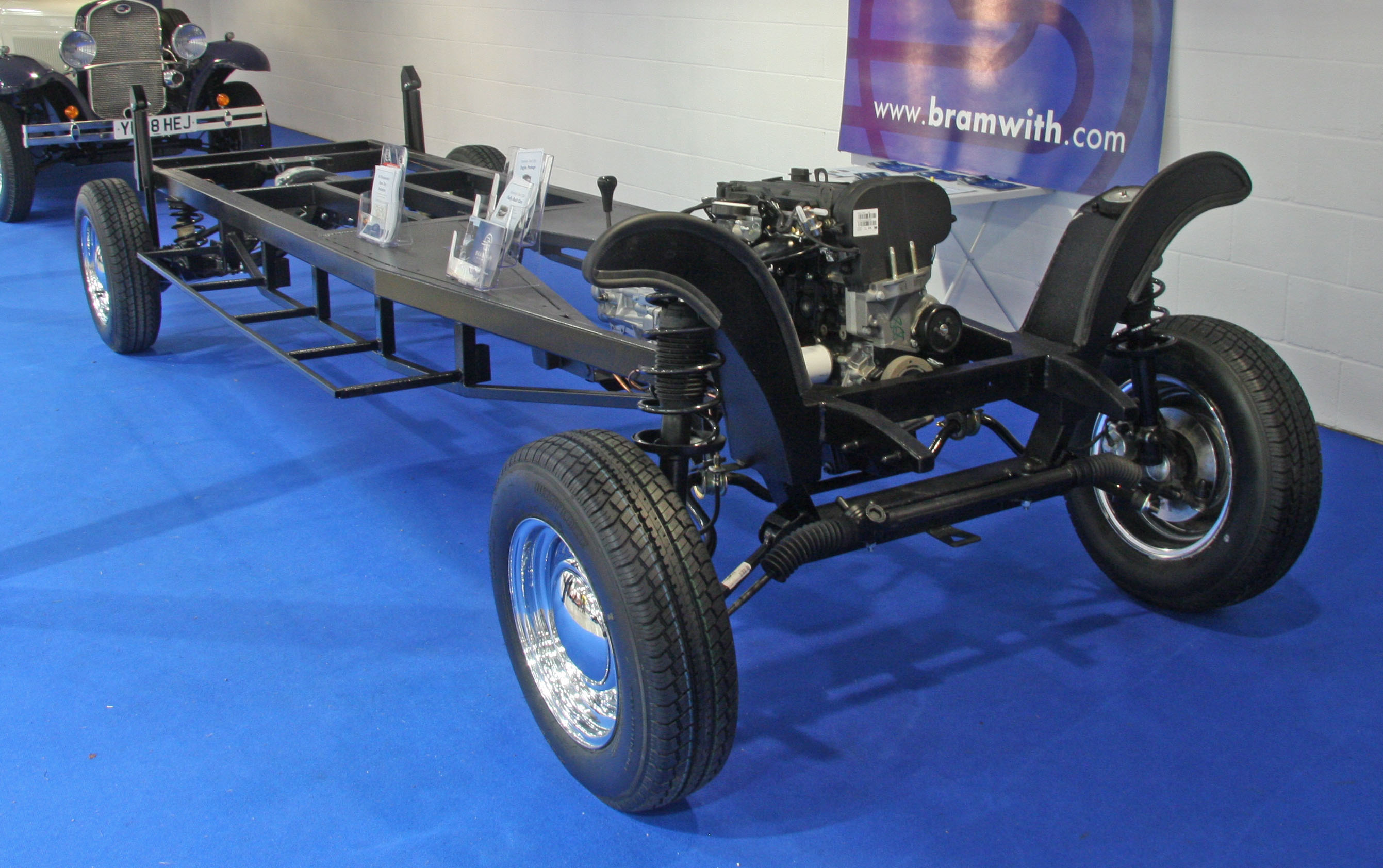
Fahrgestell von Bramwith

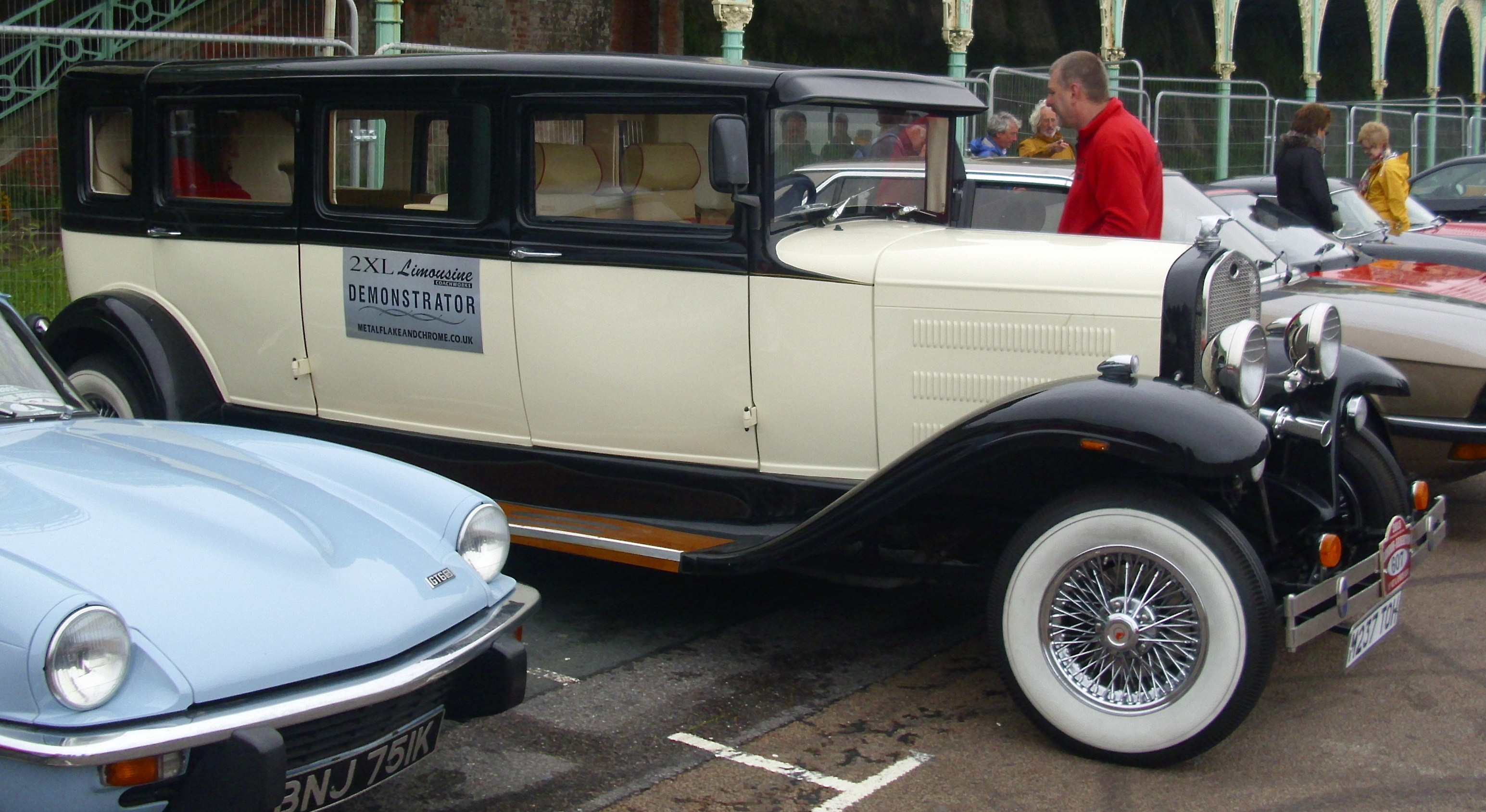
Vintage Branford Classic 2015 von Branford

Vintage war eine britische Automarke.

## Markengeschichte
Alan Beillby gründete 1994 das Unternehmen Heritage Vintage & Classic Vehicles, woraus später Vintage Motor Company in Pontefract in der Grafschaft West Yorkshire und Vintage Replicas wurde. Im gleichen Jahr begann die Produktion von Automobilen. Der Markenname lautet Vintage. 2004 übernahm Asquith Motors und gründete Asquith Vintage Classics. Ab 2007 war Bramwith Motor Company aus Doncaster in South Yorkshire das herstellende Unternehmen. Bis 2010 entstanden 125 Fahrzeuge. Ab 2011 produzierte AWS Limited aus Ellesmere Port in Cheshire die bisherigen Modelle weiter. Das Nachfolgeunternehmen war Branford Motor Company aus Ness, das die Angebotsbreite einschränkte und am 22. September 2015 aufgelöst wurde.

## Fahrzeuge
Im Angebot standen Fahrzeuge im Stil der 1930er Jahre. Sie ähnelten dem Ford Modell A.
Nachstehend eine Übersicht über die Modelle, Zeiträume, ungefähre Produktionszahlen, Hersteller und Kurzbeschreibungen.
| Modell                   | Zeitraum  | Stückzahl | Hersteller | Kurzbeschreibung                       |
| ------------------------ | --------- | --------- | --- | -------------------------------------- |
| Vintage Badsworth        | 1999–2013 | 15        | - 1999–2007 Vintage Motor Company - 2007–2010 Bramwith Motor Company - 2011–2013 AWS                                                        | Landaulet                              |
| Vintage Barnsdale        | 1998–2013 | 25        | - 1998–2006 Vintage Motor Company - 2007–2010 Bramwith Motor Company - 2011–2013 AWS                                                        | Limousine                              |
| Vintage Bramwith         | 1998–2013 | 125       | - 1998–2004 Vintage Motor Company, Vintage Replicas - 2004–2007 Asquith Vintage Classics - 2007–2010 Bramwith Motor Company - 2011–2013 AWS | Limousine                              |
| Vintage Branford Classic | 2013–2015 |           | Branford Motor Company | Limousine und Landaulet in Langversion |
| Vintage Branford Elite   | 2013–2015 |           | Branford Motor Company | Limousine und Landaulet                |
| Vintage Branton          | 1997–2010 | 60        | - 1997–2004 Vintage Motor Company, Vintage Replicas - 2004–2007 Asquith Vintage Classics - 2007–2010 Bramwith Motor Company                 | Kastenwagen                            |
| Vintage Burghwallis      | 1996–2002 | 6         | Heritage Motor Company, Vintage Motor Company                                                                                               | Limousine oder Kastenwagen             |
| Vintage Owston           | 1994–2003 | 20        | Vintage Motor Company | Kastenwagen                            |
| Vintage Ryecroft         | 1997–2013 | 10        | - 1997–2004 Vintage Motor Company - 2004–2007 Asquith Vintage Classics - 2007–2010 Bramwith Motor Company - 2011–2013 AWS                   | Tourenwagen                            |
| Vintage Skelbrooke       | ?         |           | ? | Pick-up                                |